# The Rolling Stones 2nd American Tour 1964
The Rolling Stones 2nd American Tour 1964 – siódma w historii i ostatnia z sześciu tras odbytych w 1964 przez grupę The Rolling Stones.

## The Rolling Stones
- Mick Jagger – wokal prowadzący, harmonijka
- Keith Richards – gitara, wokal wspierający
- Brian Jones – gitara, harmonijka, wokal wspierający
- Bill Wyman – gitara basowa, wokal wspierający
- Charlie Watts – perkusja, instrumenty perkusyjne

## Lista koncertów
| Data            | Miasto     | Miejsce                                              |
| --------------- | ---------- | ---------------------------------------------------- |
| 30 października | Sacramento | Memorial Auditorium                                  |
| 1 listopada     | Long Beach | Civic Auditorium                                     |
| 2 listopada     | San Diego  | Balboa Stadium                                       |
| 3 listopada     | Cleveland  | Public Hall                                          |
| 4 listopada     | Providence | Loews Theater                                        |
| 11 listopada    | Milwaukee  | Milwaukee Theatre (bez Briana Jonesa)                |
| 12 listopada    | Fort Wayne | War Memorial Coliseum (bez Briana Jonesa)            |
| 13 listopada    | Dayton     | Hara Arena (bez Briana Jonesa)                       |
| 14 listopada    | Louisville | Memorial Auditorium (2 koncerty) (bez Briana Jonesa) |
| 15 listopada    | Chicago    | Arie Crown Theatre                                   |